# إيغي بوب
ايغي بوب (بالإنجليزية: Iggy Pop) واسمه الحقيقي «جيمس نويل اورستربيرغ جونيور» مغني روك أمريكي ولد في موسكيغون بولاية ميتشيغان في 21 أبريل 1947.

## روابط خارجية
- إيغي بوب على موقع IMDb (الإنجليزية)
- إيغي بوب على موقع الموسوعة البريطانية (الإنجليزية)
- إيغي بوب على موقع قاعدة بيانات الأفلام العربية
- إيغي بوب على موقع قاعدة بيانات الأفلام العربية
- إيغي بوب على موقع ألو سيني (الفرنسية)
- إيغي بوب على موقع ميوزك برينز (الإنجليزية)
- إيغي بوب على موقع رولينغ ستون (الإنجليزية)
- إيغي بوب على موقع أول موفي (الإنجليزية)
- إيغي بوب على موقع قاعدة بيانات الأفلام السويدية (السويدية)
- إيغي بوب على موقع إن إن دي بي (الإنجليزية)